# 晴斑擬矛尾鰕虎魚
晴斑擬矛尾鰕虎魚（学名：Parachaeturichthys ocellatus），为輻鰭魚綱鱸形目鰕虎亞目鰕虎科擬矛尾鰕虎魚屬下的一个种，分布於西印度洋及中西太平洋海域，為熱帶海水魚，棲息在深水域，生活習性不明。